# Hyphydrus mbandouensis
Hyphydrus mbandouensis is een keversoort uit de familie waterroofkevers (Dytiscidae). De wetenschappelijke naam van de soort is voor het eerst geldig gepubliceerd in 1990 door Bilardo & Rocchi.